# Stasimopus oculatus
Stasimopus oculatus is een spinnensoort uit de familie van de valdeurspinnen (Ctenizidae).
De wetenschappelijke naam van de soort werd in 1897 gepubliceerd door Reginald Innes Pocock.